# Jöjj és lásd!
A Jöjj és lásd (eredeti címén Иди́ и смотри́) 1985-ben bemutatott szovjet háborúellenes filmdráma, Elem Klimov egyik legjelentősebb filmalkotása. A főszerepet az ekkor még gyermek Alekszej Kravcsenkó kapta. A film egy fehéroroszországi tizenéves fiú, Flera szenvedésein keresztül mutatja be a háború iszonyatát, radikális, formabontó és deheroizáló módon.  A film címe a jelenések könyve 6. fejezetéből való, ismételt felszólítás (1., 3., 5. és 7. vers) megszemlélni az Apokalipszis lovasai által végzett pusztítást. 
A film alapjául Alesz Adamovics belarusz író Hatinyi harangok című történelmi regénye szolgált, mely azt a tömegmészárlást dolgozza fel dokumentációs igény nélkül, amit az SS-Sondereinheit Dirlewanger nevű egysége 1943. március 22-én Hatiny falu lakosain követett el. 
2017-ben a filmet Karen Szaknazarov felügyelete alatt felújították. A felújított alkotást több független európai filmszínházban vetítették, továbbá a 74. Velencei Filmfesztiválon elnyerte a legjobb helyreállított film díját.

## Cselekmény
1943, Belorusszia. Flera álma, hogy partizán lehessen, ezért barátjával fegyver után kutatnak egy korábbi csata helyszínén, egy öreg parasztember erős tiltakozása ellenére. Végül Flera talál egy puskát, miközben egy német felderítőgép köröz a terület felett.
Flera hazatérve szembesül édesanyja haragjával, aki nem akarja, hogy fia elhagyja a családot. Ekkor lép be a házba egy szovjet politikai tiszt, és egy partizánokkal üzletelő őrmester rendfokozatú német katonai rendész. Az anya ellenállása ellenére besorozzák a fiút, majd elhurcolják a faluból.
Flera a partizántáborba érve szembesül egy új világgal. Csodálattal járja körbe a helyet, úgy érzi, most már teljesült az akarata. Itt találkozik Koszáccsal, a partizánosztag vezetőjével, aki letorkolja az újoncot, hogy miért nem volt erélyesebb őrszolgálat közben. Flera azzal védekezik, hogy felismerte a parancsnokot, aki büntetésből újabb őrszolgálatra osztja be. Reggel a partizánparancsnokok közlik az emberekkel, hogy a németek újabb offenzívát indítottak ellenük, és bekerítették az osztag által ellenőrzött területet. A partizánok útnak indulnak, hogy szembeszálljanak a német csapatokkal, Flera ekkor csalódottan veszi tudomásul, hogy Koszács nem osztja be a harcoló egységekbe, hanem a táborban hagyja, mert még tapasztalatlan.
A csalódott Flera kis híján dezertál a partizántáborból, amikor összefut Glásával, más néven Glafírával, egy nála kicsit idősebb lánnyal. A lány eleinte gúnyolja a fiút, elmondja, hogy azért hagyta ott Koszács, mert megsajnálta. Flera sértődötten reagál erre, emiatt a lány végül megsajnálja, és barátkozni kezd vele. A fiatalok a háború kellős közepén egy pillanatra újra gyereknek érezhetik magukat. Idilli, de abszurd játékukat az újra felbukkanó német gép zavarja meg, amelyből német ejtőernyős katonák ugranak ki. Ezután bombazápor hull az erdőre, a gyerekek épp hogy fedezékbe tudnak húzódni, Flerát sokk éri a bombázástól.
A fiatalok útnak indulnak, céljuk Flera faluja, hogy a fiú bemutathassa családjának Glását, illetve megebédeljenek. A faluba, majd a házba érve sem találnak egy árva lelket sem. Flera úgy gondolja: nincs baj, csak elmentek a "szigetre", ami a mocsár kellős közepén lévő földdarab. Miután megebédelnek, Flerán elkezd úrrá lenni a bombatámadás utáni neurózis, illetve érzi, hogy valami nincs rendben. A fiatalok elindulnak a sziget felé. Rohannak, amikor Glása egy óvatlan pillanatban oldalra fordulva megpillantja, hogy a falu szélén halomra gyilkolták az embereket a német katonák. Amikor a mocsárhoz érnek, Glása közli Flerával, hogy a falu lakóit a németek megölték, a sokkos állapotban lévő fiú nem hisz neki, a mocsárba veti a lányt és fojtogatni kezdi, ám az utolsó pillanatban még észhez tér. Ekkor jelenik meg egy partizán a távolból, és kihúzza a két gyereket a mocsárból.
A szigetre érve Glása és Flera találkozik a túlélőkkel. Itt felbukkan a film elején látott öregember is, akit élve gyújtottak fel a német katonák. Még utolsó erejével elmeséli, mit tettek a németek, majd kérdőre vonja a fiút, hogy nem kellett volna fegyvert keresni. Flera újra bezuhan a neurózisba, fejét a mocsárba teszi, mintha öngyilkos akarna lenni, közben a füle zsong a háború zajaitól. Flera haját levágják, mert a partizánok egy Hitler-bábu építésébe kezdenek. A műalkotás elkészülte után a tömeg hisztérikusan meglincseli a "Führert". A Fleráéket megmentő partizán, Rubezs felajánlja a fiúnak, hogy tartson velük az élelmetszerző körútra. A bűntudatba süllyedő Flera elbúcsúzik Glásától, és Rubezsékkel tart. 
A kis partizáncsapat az éj leple alatt megindul, hogy élelmet találjanak, ám a telihold nem segít elrejtőzniük. Útközben újra felbukkan a német gép, amely náci propagandát tartalmazó röplapokat szór a tájra, majd találkoznak egy német páncélossal is, melyet részegek vezetnek. Szép lassan megfogyatkozik a csapat, csak Rubezs és Flera marad életben, amikor egy tehénre bukkannak a falu szélén, ahol a részeg németek is mulatoznak. Megpróbálják elkötni az állatot, de egy német géppuskából tüzet nyitnak a tehénre, és megölik Rubezst. A magára maradt Flerára végül egy idős, Perehodi nevű parasztember talál rá. Az öreg segíteni akar Flerának. Elrejtik puskáját a szénaboglyák között, majd elindulnak a falu felé. Az öreg azt mondja Flerának, ha kérdezik, mondja azt, hogy az öreg unokája. Különös módon a falut is Perehodinak hívják, ahová tartanak.
Flera beér az öreggel a családi portára, ekkor már az SS katonák is megérkeztek a faluba. Egy német motoros járőr Rubezs holttestét cipeli, melyre egy táblát tűztek fel, amire azt írták, hogy "ma reggel német katonákat bántalmaztam". A német katonák elkezdik kiterelni az embereket a házakból, miközben hangosbemondón azt hazudják, hogy Németországba viszik őket dolgozni. A németek között több orosz kollaboráns is van, egyikük konfrontációba is keveredik Flerával, aki akkor már tudta, hogy a német katonák végezni akarnak a falu lakóival.
Az embereket a falu templomához terelik, majd rájuk zárják az ajtót. Az épületet körbeveszik az SS emberei, pánik tör ki a falusiak között. Ekkor egy német Obersturmführer az ablakhoz lép. Közli, hogy aki szeretne, az az ablakon távozhat, és életben marad, viszont kikötötte, hogy gyerekek nem léphetnek ki. Flera és néhány ember kimászik az ablakon, köztük egy nő is, akinek gyerekét visszadobják a tömegbe. A nőt ezután egy orosz kollaboráns a hajánál fogva elráncigálja, hogy társaival megerőszakolhassák. Ezután a német tisztek parancsot adnak embereiknek, hogy nyissanak tüzet az épületre. Heves golyózápor zúdul a templomra, valamint Molotov-koktélokat dobnak rá, és lángszórókkal gyújtják fel. Flera ekkor már súlyosan traumatizált, egy nap alatt megöregedett a borzalmak hatására. A német parancsnok még egy fotó erejéig pózol a halálra rémült fiúval, akinek halántékához pisztolyt szegez. A németek elhurcolják a néhány túlélőt, de az összeomló Flerát ott hagyják, mert halottnak hiszik.
Az elvonuló németek után csak romok maradnak a faluban, a magát összeszedő Flera feltápászkodik, és fegyvere keresésére indul. Közben a német csapatokon rajtaütnek Koszács emberei, akik szitává lövik az SS különítményt, néhány túlélőt foglyul ejtenek, köztük Walter Stein SD Sturmbannführert, a büntetőosztag vezetőjét. Flera megtalálja puskáját, és látja, hogy eltörött a tusa, ezért keres valamit, amivel megkötheti a fegyvert. Az SD parancsnok haldokló szeretőjénél talál is kötszert, amivel összekötözi az eltörött fegyvert. Ezután Flera is odaér a híd alá, ahol a partizánok a német hadifoglyok felelősségre vonására készülnek. Az orosz kollaboránsok védekezni kezdenek, kegyelemért könyörögnek, felfedik Stein kilétét, aki maga is kegyelmet kér. A fanatikus SS Obersturmführer azonban letorkolja főnökét, erre reagálva Flera közli: ő adta utasításba, hogy a gyerekek nem hagyhatják el az épületet. Ezután az SS tiszt vallomást tesz. Elmondja, hogy azért adta ki ezt a parancsot, mert a Német Birodalom ki akarja irtani a szláv népeket, mert úgy gondolják, hogy a kommunizmus mételye tőlük ered. A feldühödött partizánok fel akarják gyújtani a németeket, amikor egy szovjet felcsernő gépfegyvertüzet nyit a németekre, majd követik őt a többiek is, a német hadifoglyokat és a kollaboránsokat agyonlövik.
Flera találkozik a megerőszakolt falusi nővel, aki borzalmas állapotban van. Flera ezután talál egy Hitler portrét, amit egy hozzá hasonló, de még borzalmakat nem látott újonc is nézeget. Az újoncot elhívják onnan, de Flera még ott marad, és szétlövi a képet, hátha csillapítja haragját és szomorúságát. Ezt követően ő is csatlakozik a visszavonuló partizánokhoz. Mozart Requiemjének Lacrimosa című tétele alatt a partizánok szépen lassan felszívódnak az erdőben, közben a záró képsorokon közlik az alkotók, hogy a németek csak Belorussziában 624 falut égettek porrá lakóival együtt...

## Szereplők
- Alekszej Kravcsenko: Flera/Florian Gaishun
- Olga Mironova: Glása/Glafira
- L. Laucjavicsusz: Koszacs (hangja Valeri Kravcsenko)
- Vladasz Bagdonasz: Rubez
- Tatjána Sesztakova: Florian anyja
- Jevgenyij Tilicsejev: Gézel, a fő kollaboráns
- Viktorsz Lorentsz:  Walter Stein a német parancsnok
- Jüri Lumiste: fanatikus német tiszt